# Cerro Chirripó
Der Cerro Chirripó ist mit 3820 m der höchste Berg Costa Ricas und liegt in der Cordillera de Talamanca.
Er ist zudem die höchste Erhebung zwischen Guatemala und den südamerikanischen Anden. Bei guter Sicht kann man vom Gipfel aus sowohl den Pazifik als auch das Karibische Meer sehen. Der Berg liegt im gleichnamigen Nationalpark „Parque Nacional Chirripó“. Der Park ist am besten vom Dorf San Gerardo de Rivas zugänglich.

## Vegetation
Bis zur Waldgrenze bei ca. 3400 m wachsen tropische Bergregenwälder. Die Bergwälder der Cordillera de Talamanca zeigen starke Ähnlichkeiten mit den Bergwäldern der nördlichen Anden. Typisch sind immergrüne Eichen, viele Epiphyten, Baumfarne und die kleinen Bambusarten der Gattung Chusquea. Der Bergregenwald ist auch Heimat des Quetzal.
Über der Waldgrenze findet man Páramo. Das Gebiet um den Cerro Chirripó ist das nördlichste Gebiet, in dem man diese Vegetationsform findet. Typisch für den Páramo des Chirripó sind niedrige Büsche und niedriger Bambus. Hingegen fehlen hier die für die nördlichen Anden typischen Schopfrosetten der Gattung Espeletia.